# تومو كيرولا
تومو كيرولا (بالفنلندية: Tuomo Kerola)‏ (10 أغسطس 1957 – 26 مايو 2006) هو سبّاح فنلندي راحل، مثّل بلاده في الألعاب الأولمبية الصيفية 1976.

## روابط خارجية
تومو كيرولا على موقع الاتحاد الدولي للسباحة (الإنجليزية)
- تومو كيرولا على موقع أوليمبيديا (الإنجليزية)